# بایکس امپوردا
بایکس امپوردا (به اسپانیایی: Bajo Ampurdán) یک منطقهٔ مسکونی در اسپانیا است که در استان خیرونا واقع شده‌است. بایکس امپوردا ۷۰۱٫۸ کیلومتر مربع مساحت و ۱۳۲٬۸۸۶ نفر جمعیت دارد.